# Agaly II (Zangilan)
Agaly est un village de la région de Zangilan en Azerbaïdjan.

## Histoire
Le village est situé sur la rive de la rivière Hakari. Le village est également connu parmi les habitants sous le nom de Orta Agaly. L'ancien nom du village était Huseynkhanli.
En 1993-2020, Agaly était sous le contrôle des forces armées arméniennes. L'armée d'Azerbaïdjan a repris le village le 28 octobre 2020.
En février 2021, le président azerbaïdjanais a visité le territoire des villages d'Agaly I, Agaly II et Agaly III et a annoncé que la restauration de ces villages commencerait dans les prochains mois.
En juillet 2022, la réinstallation du premier groupe de résidents a commencé. Le 19 juillet, 40 familles sont retournées dans leur village natal.